# Château de Kameyama (Mie)
Pour les articles homonymes, voir Château de Kameyama.
Le château de Kameyama (亀山城, Kameyama-jō) est un hirayamashiro (平山城, hirayamashiro) (château japonais construit en hauteur) situé à Kameyama dans préfecture de Mie au Japon. Il fut construit en 1590 par Okamoto Munenori pour remplacer l'ancien château de Kameyama qui avait été construit par Seki Sanetada en 1254.

## Histoire
Avant le XVIIe siècle, la ville entourant le château servait de jōkamachi (ville-château). Avec la construction du gokaido au début de l'époque Sengoku, la ville devint Kameyama-juku, une station le long du Tōkaidō.

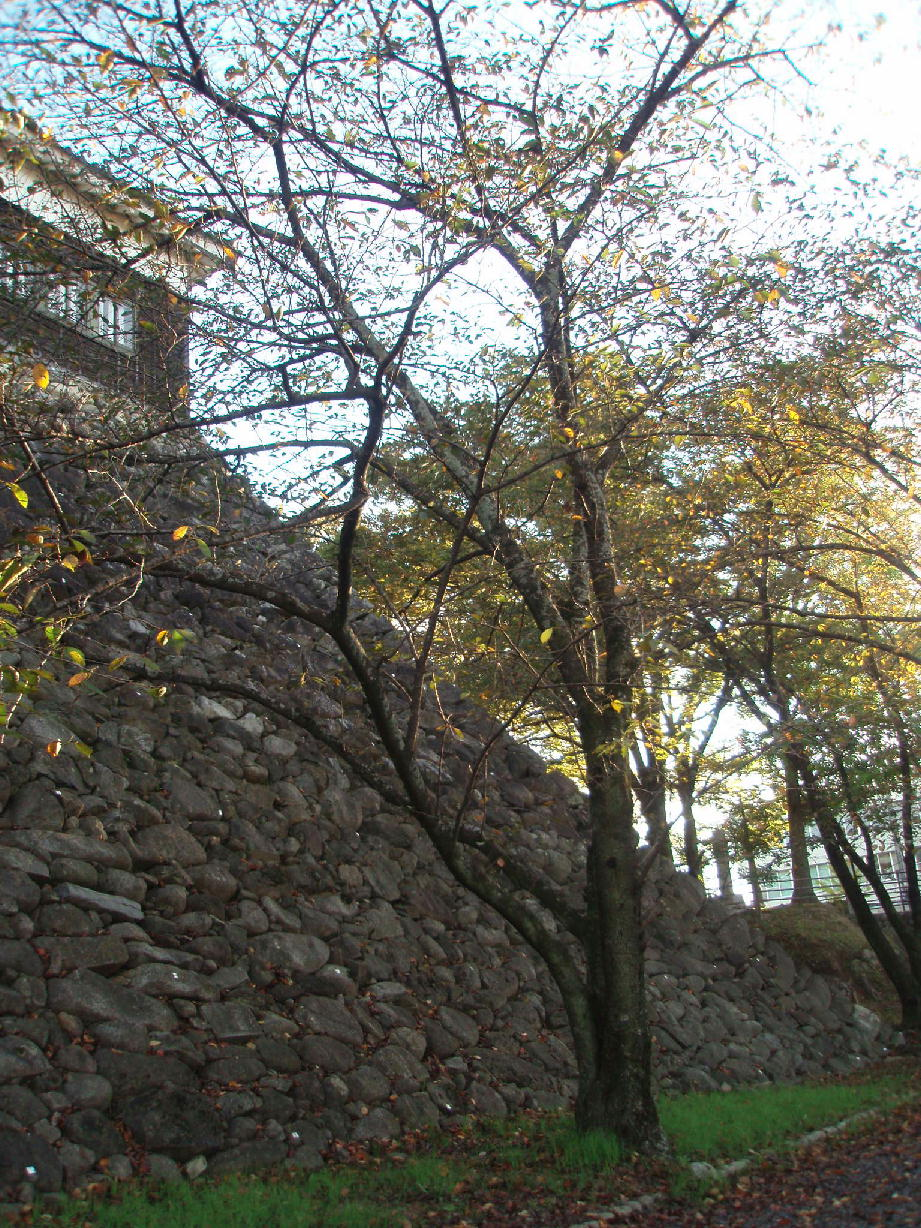
Château de Kameyama.

En 1632, le tenshu (donjon) fut démoli. Sa base fut occupée par la yagura Tamon (poivrière) qui fut érigée entre 1644 et 1648, quand Honda Toshitsugu était le daimyo du château. La poivrière fut déclarée site historique par le gouvernement préfectoral en 1953. Presque tout le château fut rasé en 1873, durant la restauration de Meiji.
À présent, seules subsistent les ruines des murs de 15 m de haut et la poivrière Tamon.